# Fumihiko Maki
Fumihiko Maki (japonès: 槇文彦)  (Tòquio, 6 de setembre de 1928 - 6 de juny de 2024) va ser un arquitecte japonès.

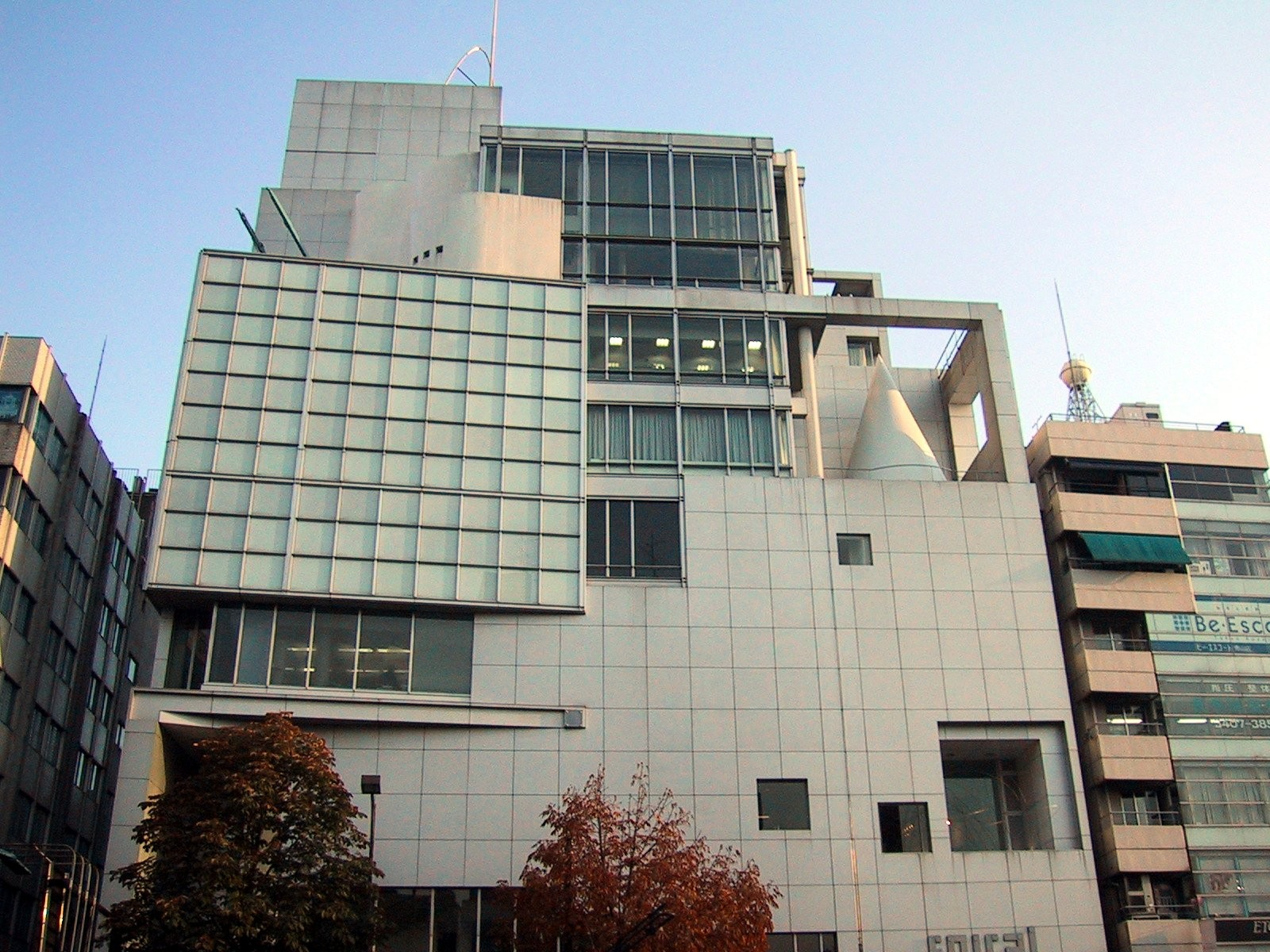
La casa espiral prop de Tòquio de Fumihiko Maki

Va estudiar arquitectura a la Universitat Nacional de Tòquio on es va diplomar l'any 1952. Posteriorment va continuar la seva formació als Estats Units d'Amèrica (EUA) realitzant un màster en arquitectura a la Cranbook Academy of Art el 1953 i completant els seus estudis a la Universitat Harvard (1954). Va romandre als EUA fins a l'any 1965 on va treballar i va col·laborar amb Skidmore, Owings and Merrill, i amb Sert Jackson and Associates.